# Ostrovy prince Edvarda
Ostrovy prince Edvarda jsou dva malé ostrovy v Indickém oceánu. Větší z nich se nazývá Marion po francouzském objeviteli Marc-Josephovi Marion du Fresne, menší pak ostrov prince Edvarda po Eduardu Augustovi Hannoverském. Oba ostrovy náleží Jihoafrické republice. Jsou neobydlené, dočasně na ostrovech pobývají pouze meteorologové a průzkumníci. V roce 2003 byly ostrovy vyhlášeny chráněným územím. Oba ostrovy jsou sopečného původu, sopky na obou ostrovech jsou dodnes činné. Nejvyšším vrcholem ostrovů je sopka State President Swart (1230 m n. m.), nacházející se na ostrově Marion. Od úpatí této sopky na mořském dně je tento vrchol vysoký 5000 metrů.

## Historie
Ostrovy objevil 4. března 1663 mořeplavec Barent Barentszoon Lam, který je spatřil z nizozemské lodi Maerseveen. Původně byly ostrovy pojmenovány Dina (ostrov prince Edvarda) a Maerseveen (Marion). V roce 1772 připlul na ostrovy Marc-Joseph Marion du Fresne, který se domníval, že objevil Antarktidu. Ostrovy přejmenoval na Terre de l'Espérance (Marion) a Ile de la Caverne (ostrov prince Edvarda). Po smrti kapitána Fresne se jeho nástupce Jules Crozet setkal s kapitánem Jamesem Cookem v Kapském Městě. Cook chtěl ostrovy navštívit, ale kvůli nepřízni počasí jeho plány nevyšly. V roce 1849 u ostrovů ztroskotal se svou lodí Richard Dart. Rybářská loď zachránila pouze 10 z celkového počtu 63 osob na palubě. Průzkumem ostrovů se nejdříve zabýval George Nares, před ním se zde zastavovali pouze velrybáři, lovci a rybáři, které samotné ostrovy nezajímaly. V roce 1908 ostrovy pronajala britská vláda Williamu Newtonovi, hlavně pro lov tuleňů. V témže roce si zde lovci založili malou vesnici. Pronájem byl ukončen v roce 1926. V roce 1947 Jihoafrická republika se souhlasem Spojeného království postavila na ostrově Marion meteorologickou stanici. Stanice se postupně rozrostla, kromě meteorologů stanici využívají i vědci zkoumající zdejší přírodu. V okolí ostrovů zaznamenal 22. září 1979 satelit Vela z oběžné dráhy Země velký záblesk podobný jadernému výbuchu. Soudí se, že šlo o jaderný test, který byl výsledkem spolupráce JAR a Izraele. V letech 1947 až 1948 bylo dohodnuto, že ostrovy připadnou Jihoafrické republice.

## Marion
Rozloha ostrova je 290 km². Délka ostrova je 25 km a šířku 16 km. Většinu pobřeží tvoří vysoké skalnaté útesy, pláží je velmi málo. Nejvyšší hora (sopka) ostrova je State President Swart, která je vysoká 1230 m n. m.

## Ostrov prince Edvarda
Délka ostrova je 10,3 km a šířka 6 km. Jeho nejvyšší hora je Van Zinderen Bakker s výškou 672 m n. m.

## Podnebí

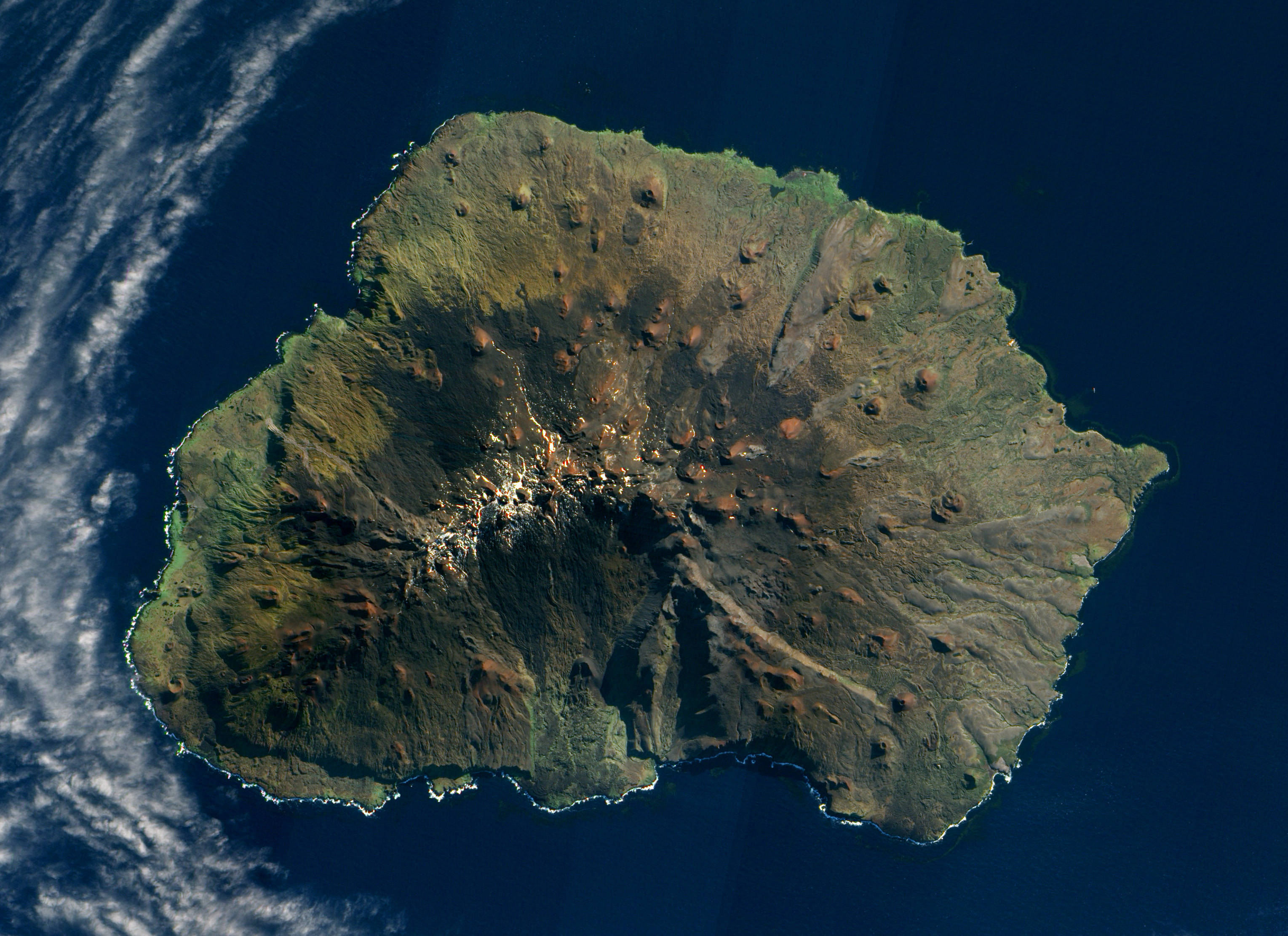
Marion

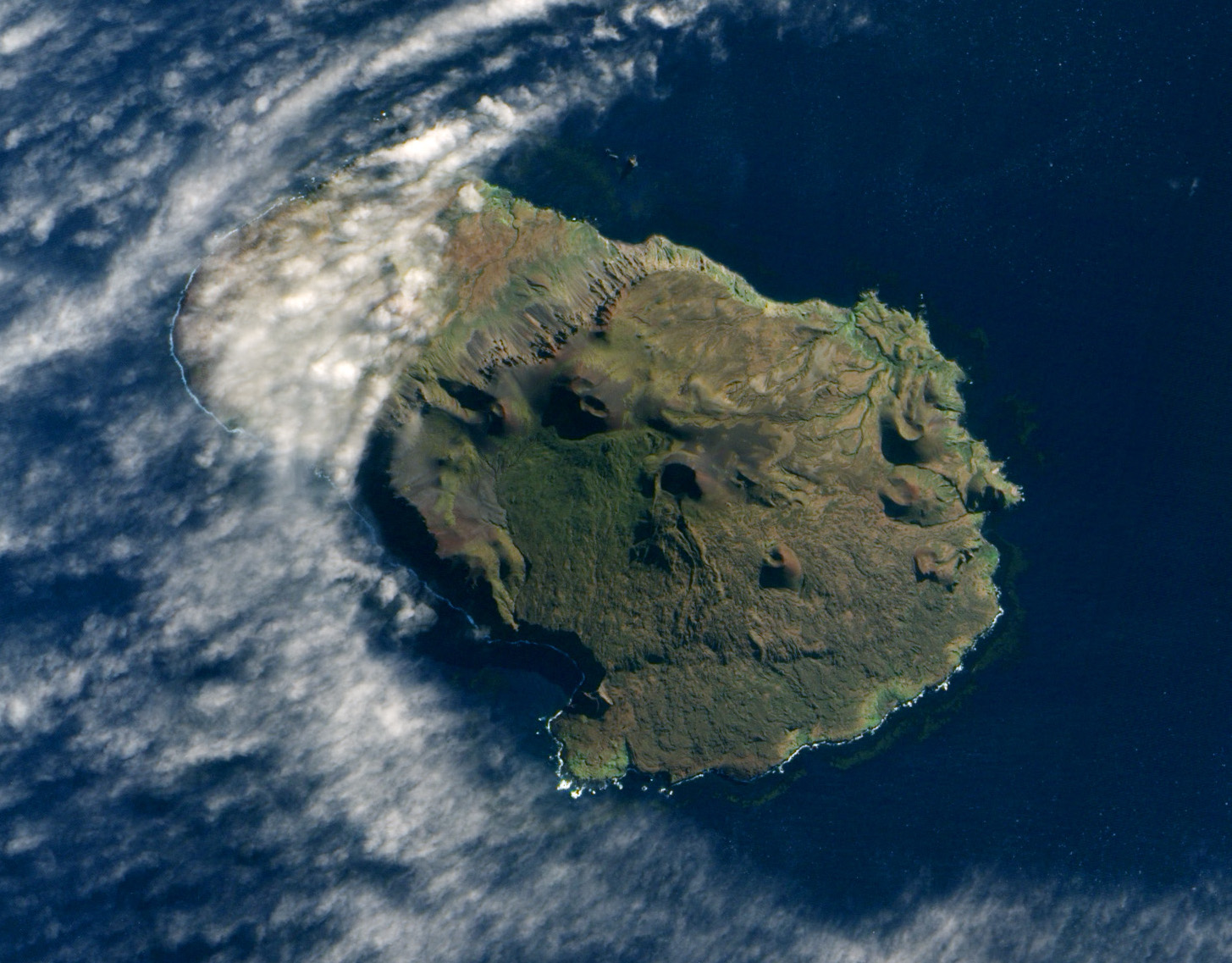
Menší ostrov prince Edvarda

Podnebí je polární oceánské. Ostrovy leží v oblasti stálé tlakové níže a proto je zdejší počasí větrné a zatažené. Na východě Marionu, ve srážkovém stínu hor je počasí velmi proměnlivé. V drtivé většině převládají severozápadní větry. Ročně naprší v průměru mezi 2400 až 3000 mm srážek (v závislosti na nadmořské výšce). Dnů se srážkami je průměrně 320 ročně (28 v měsíci). Slunečního svitu je kvůli převážně zataženému počasí velmi málo, od 800 hodin ročně na návětrné straně ostrovů až po 1300 na nejvíce chráněném území ve stínu hor. Počasí je celoročně skoro neměnné. Sněžení či mráz v této zeměpisné šířce jsou možné po celý rok. Meteorologická stanice leží na severovýchodě ostrova Marion. Nejvyšší naměřená teplota byla 23,8 °C a nejnižší −6,5 °C. Amplituda denní teploty dosahuje jen málokdy více než 10 stupňů. Dnů se sněhovou pokrývkou je na pobřeží okolo 10.
| Marion – podnebí            | Marion – podnebí | Marion – podnebí | Marion – podnebí | Marion – podnebí | Marion – podnebí | Marion – podnebí | Marion – podnebí | Marion – podnebí | Marion – podnebí | Marion – podnebí | Marion – podnebí | Marion – podnebí | Marion – podnebí |
| Období                      | leden            | únor             | březen           | duben            | květen           | červen           | červenec         | srpen            | září             | říjen            | listopad         | prosinec         | rok              |
| --------------------------- | ---------------- | ---------------- | ---------------- | ---------------- | ---------------- | ---------------- | ---------------- | ---------------- | ---------------- | ---------------- | ---------------- | ---------------- | ---------------- |
| Nejvyšší teplota [°C]       | 16               | 16               | 17               | 16               | 14               | 12               | 10               | 10               | 12               | 13               | 14               | 15               | 17               |
| Průměrné denní maximum [°C] | 10,6             | 10,9             | 10,6             | 9,2              | 7,9              | 7,3              | 6,6              | 6,3              | 6,6              | 7,7              | 8,8              | 9,8              | 8,5              |
| Průměrná teplota [°C]       | 7,2              | 7,7              | 7,4              | 6,2              | 5,1              | 4,7              | 4,1              | 3,7              | 3,8              | 4,5              | 5,3              | 6,3              | 5,5              |
| Průměrné denní minimum [°C] | 4,8              | 5,3              | 5                | 3,8              | 2,8              | 2,2              | 1,7              | 1,2              | 1,4              | 2                | 2,8              | 3,8              | 3,1              |
| Nejnižší teplota [°C]       | 1                | 0                | 0                | 0                | −1               | −2               | −2               | −3               | −2               | −2               | −1               | 0                | −3               |
| Průměrné srážky [mm]        | 219              | 195              | 216              | 219              | 232              | 204              | 194              | 187              | 183              | 170              | 170              | 203              | 2 399            |
| [zdroj?]                    |                  |                  |                  |                  |                  |                  |                  |                  |                  |                  |                  |                  |                  |

## Flora a fauna
Na ostrovech je tundra, rostou zde hlavně trávy a mechy. Žije zde několik druhů hmyzu, dále mořští ptáci, tuleni a tučňáci. V okolních vodách se vyskytují velryby.

### Zavlečené druhy
Na ostrově Marion se v minulosti vyskytly problémy se zavlečenými druhy. Nejprve byly zavlečeny na průzkumnou stanici na Marionu myši. V roce 1949 bylo přivezeno 5 koček aby myši vychytaly. Kočky se na ostrově začaly množit a do roku 1977 bylo na ostrově okolo 3400 koček. Docházelo k ohrožení zdejší populace ptáků. K vyhubení koček bylo využito úmyslné nakažení nemocí panleukopénií, která jejich počet snížila na 600 (v roce 1982). Zbylé kočky byly postříleny. V roce 1991 bylo během celého roku odchyceno 8 koček. V dnešní době se předpokládá, že na ostrově již nežijí.